# Melezzole
Melezzole è una frazione del comune di Montecchio (TR), posta sui monti Amerini al confine con il Tuderte. Si trova ad un'altezza di 611 m s.l.m. ed è abitata da 211 residenti (dati Istat, 2001).
Melezzole è separata da Montecchio dal monte Citernella; in linea d'aria, la distanza è di circa 4 km. La strada comunale che la collega al capoluogo è invece lunga circa 21 km ed entra nel territorio comunale di Baschi. Da Avigliano Umbro dista circa 13 km, da Narni 26 e 40 da Terni.
Da Melezzole si può godere del panorama sulla conca ternana; inoltre, dalla Cima Pelata di Pian dell'Ara, in condizioni di ottima visibilità, la vista può spaziare sino a Roma ed al mare Tirreno.

## Storia
Il castello di Melezzole è stato costruito nel XII secolo, con pianta circolare.
Nel 1495 Melezzole, assieme a Toscolano e Santa Restituta, fu presa in ostaggio dal re di Francia Carlo VIII, che ottenne un riscatto per la restituzione a Todi.
Nel 1557 il borgo divenne dominio stabile di Todi, come testimoniato dallo stemma in forma di aquila che si trova sul torrione.
Vi è nato Francesco da Melezzole (1631-1681), un francescano.

## Economia e manifestazioni
All'esterno del borgo medievale si trova Torre Errighi (XV secolo), un maniero restaurato e convertito in centro-benessere da Marc Mességué.
Nel 2004 vi si è svolto il reality show televisivo Music Farm .
L'agricoltura si basa in particolare sulla raccolta delle castagne (i marroni di Melezzole sono molto noti), dei funghi e dei tartufi.
Il territorio del paese è in parte oggetto di un dominio collettivo storico denominato "Comunanza di Melezzole".
A metà agosto si svolge la sagra Melezzole in Festa e nel mese di ottobre la Sagra delle Castagne e dei prodotti della Montagna.

## Monumenti e luoghi d'interesse
- Il castello (XII secolo), costituito da tre cerchie concentriche di case e culmina in una piazzetta centrale;
- il torrione, con un affresco del XVI secolo raffigurante la "Madonna Protettrice";
- Torre Errighi e oratorio di Santa Barbara (XV secolo);
- Chiesa di San Biagio (1112, ristrutturata nel 1624). Si trova al centro del paese e contiene una statuetta lignea del XVIII secolo ed un affresco del XVII secolo avente come soggetto "L'Ultima Cena". La chiesa è legata alla storia del francescanesimo.
- Chiesa di San Vitale (XII secolo), fuori dal paese, in direzione di Amelia. Ora restaurata, custodisce affreschi di scuola umbra ed uno stendardo da processione del XVI secolo.
- Strada dei vini Etrusco-Romana , un itinerario di turismo eno-gastronomico.

## Galleria d'immagini

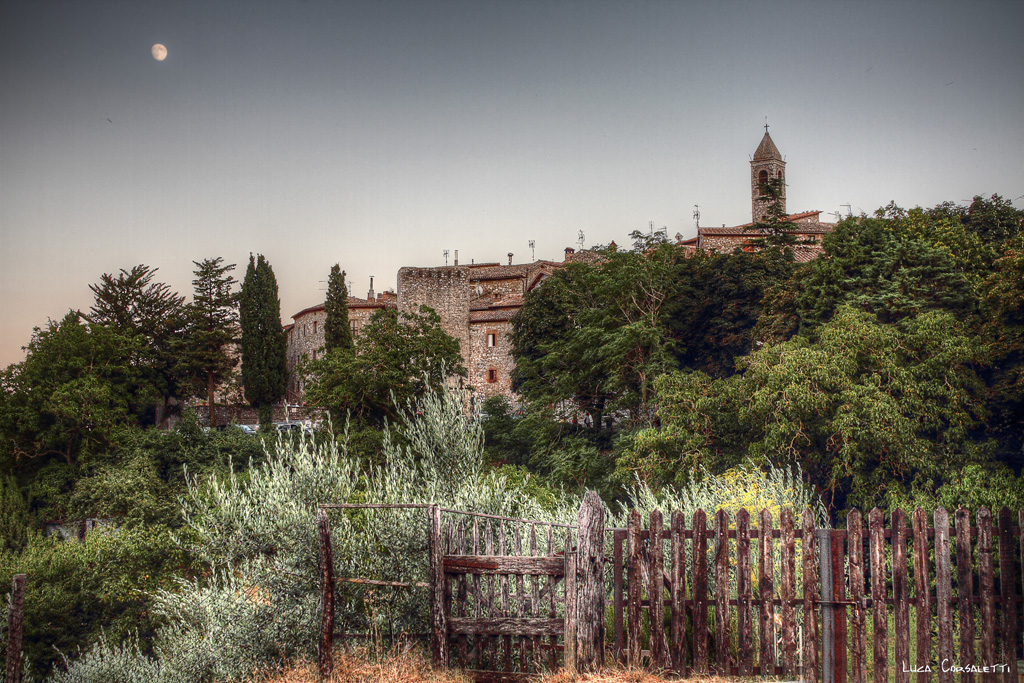
Melezzole
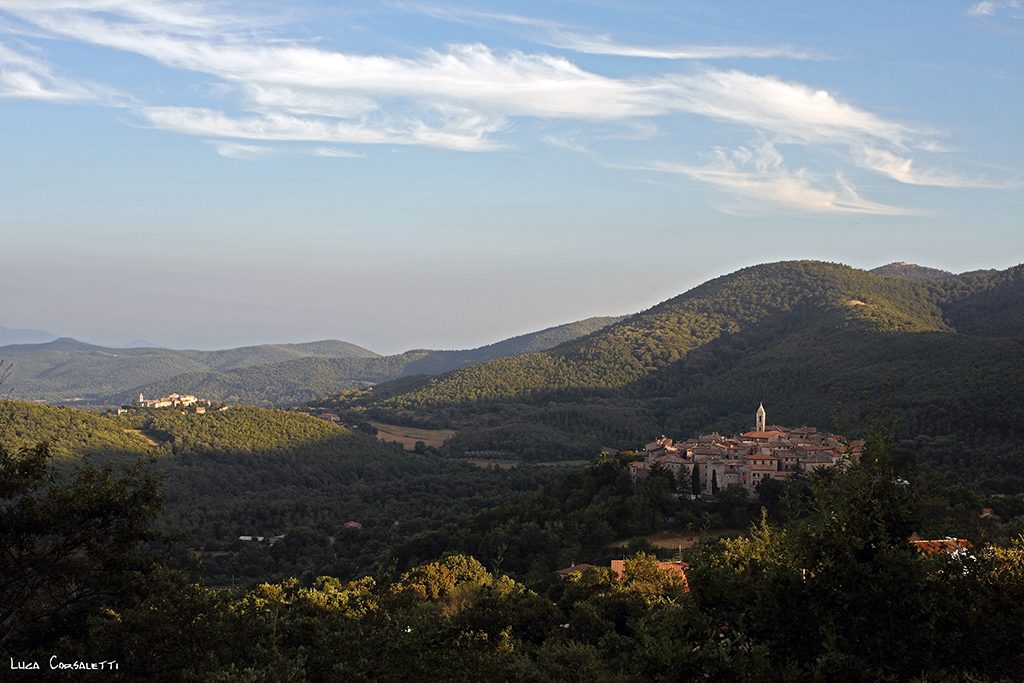
Panorama Melezzole
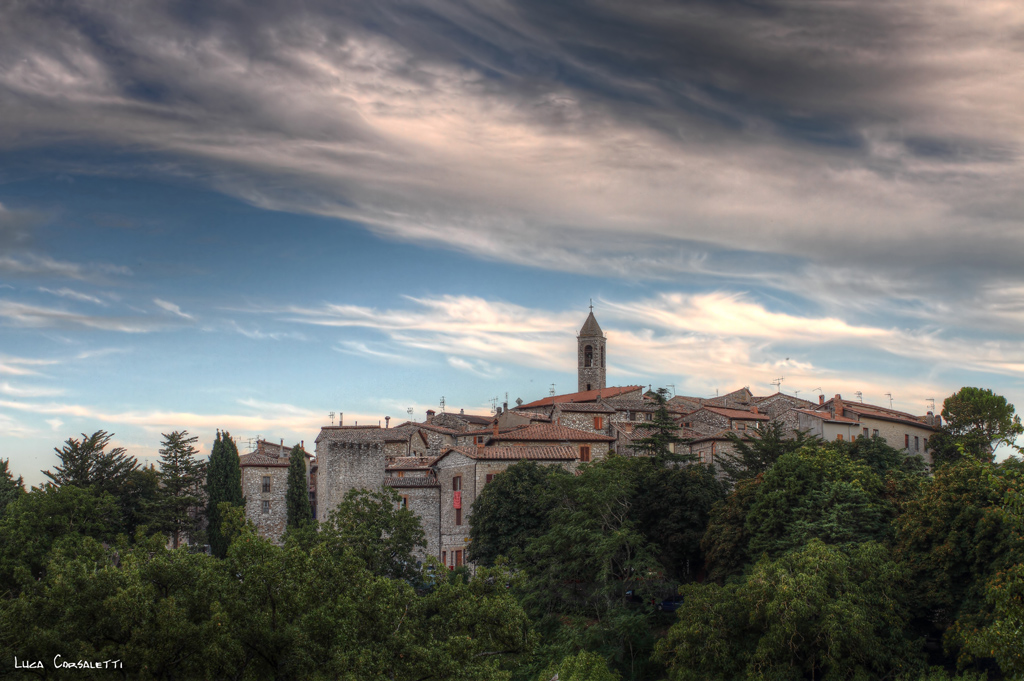
Melezzole tramonto
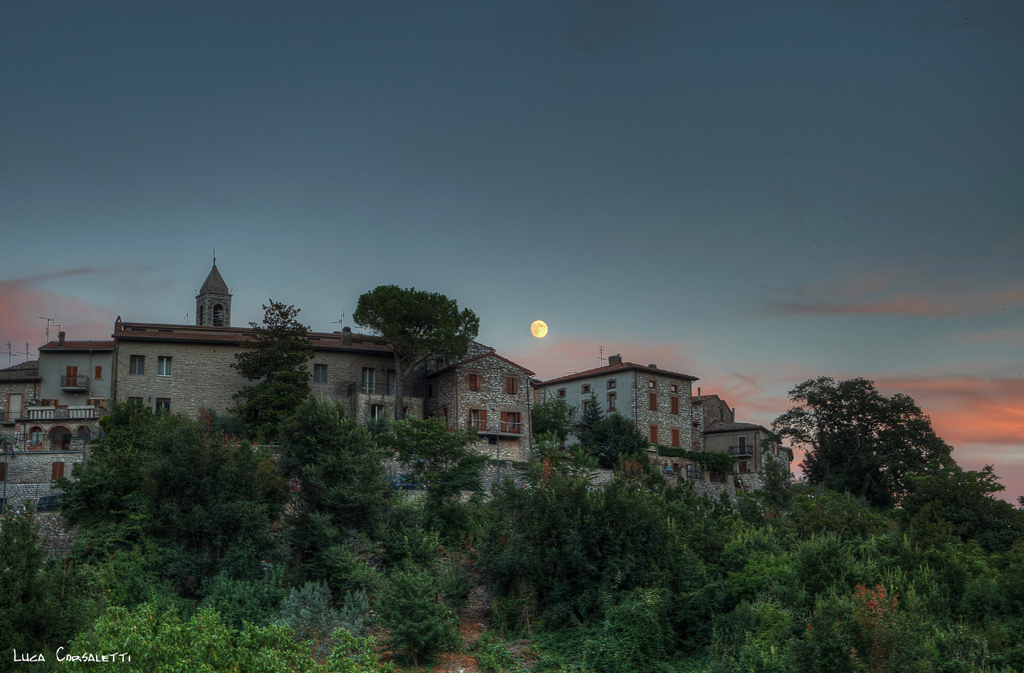
Luna sopra Melezzole
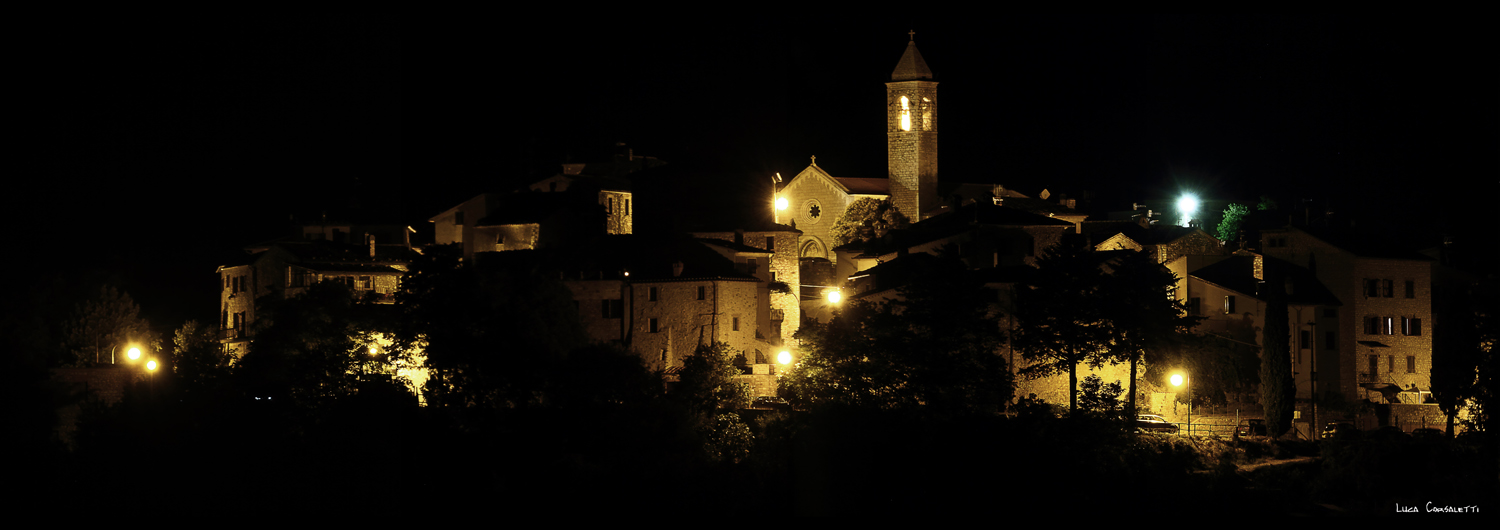
Melezzole di notte
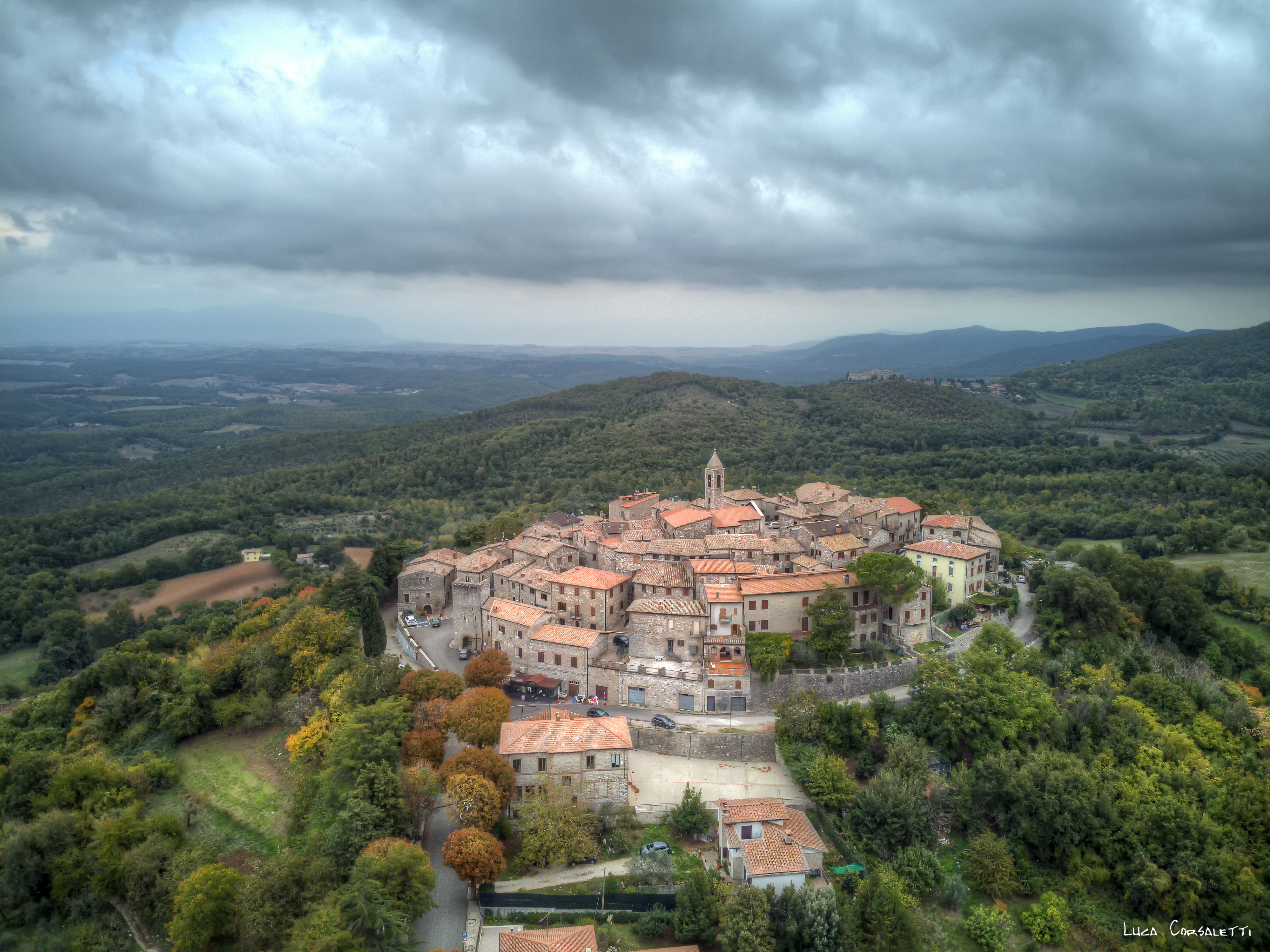
Vista aerea Melezzole
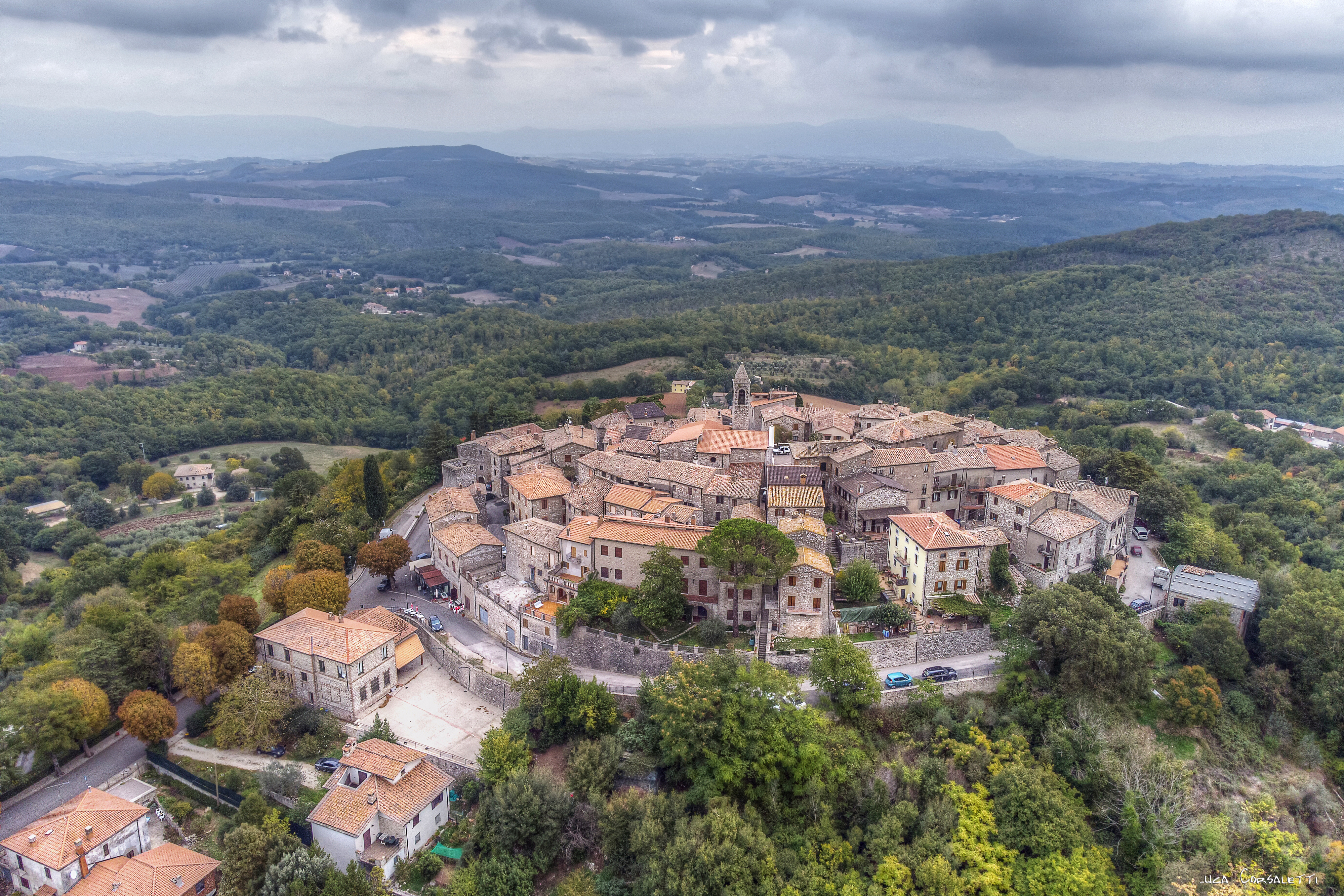
Vista aerea Melezzole
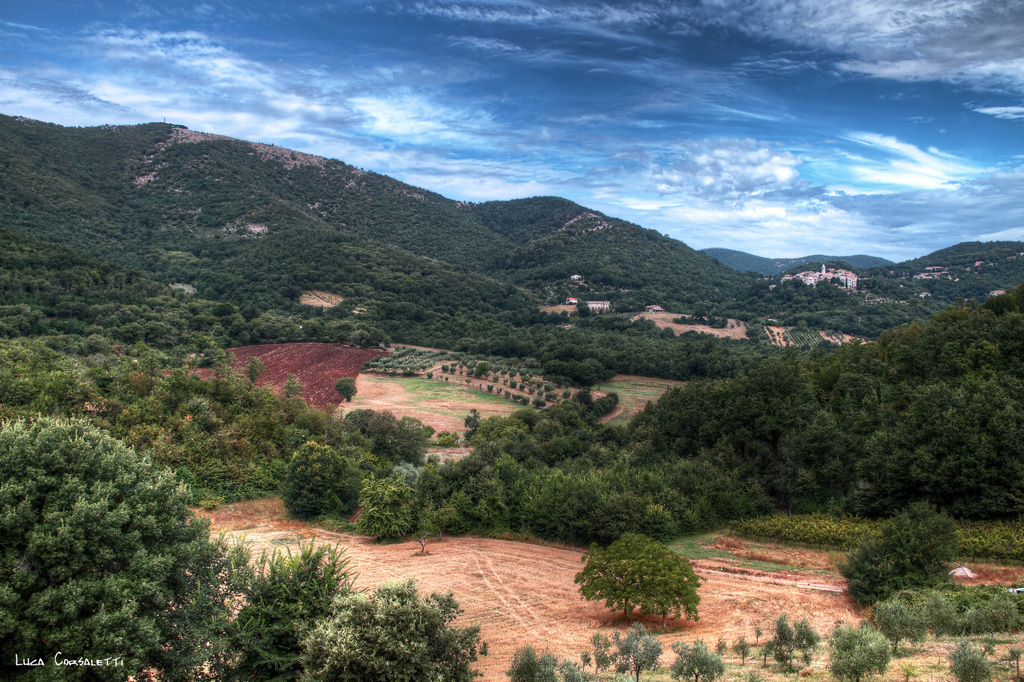
Campagne Melezzole
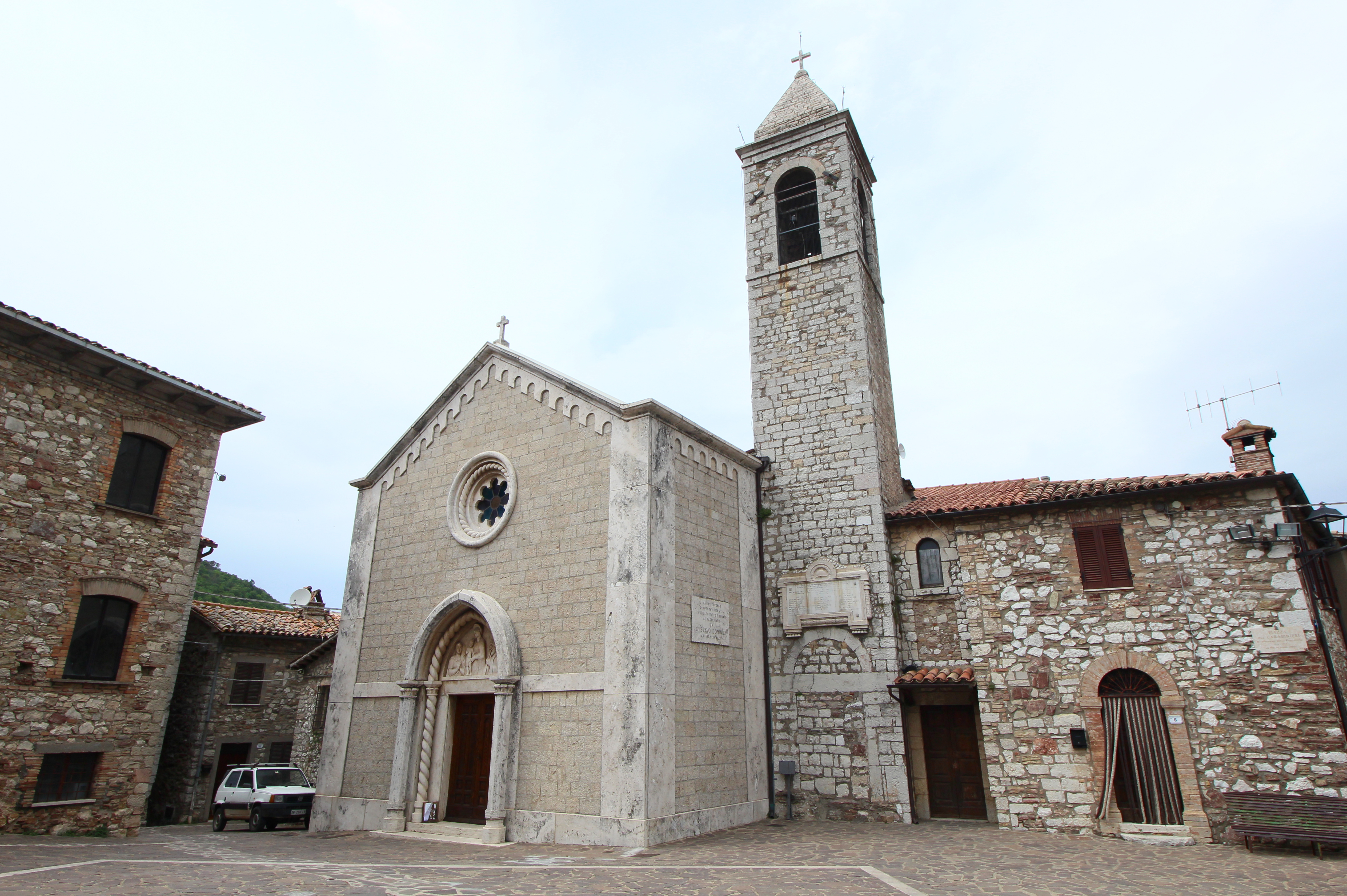
San Biagio
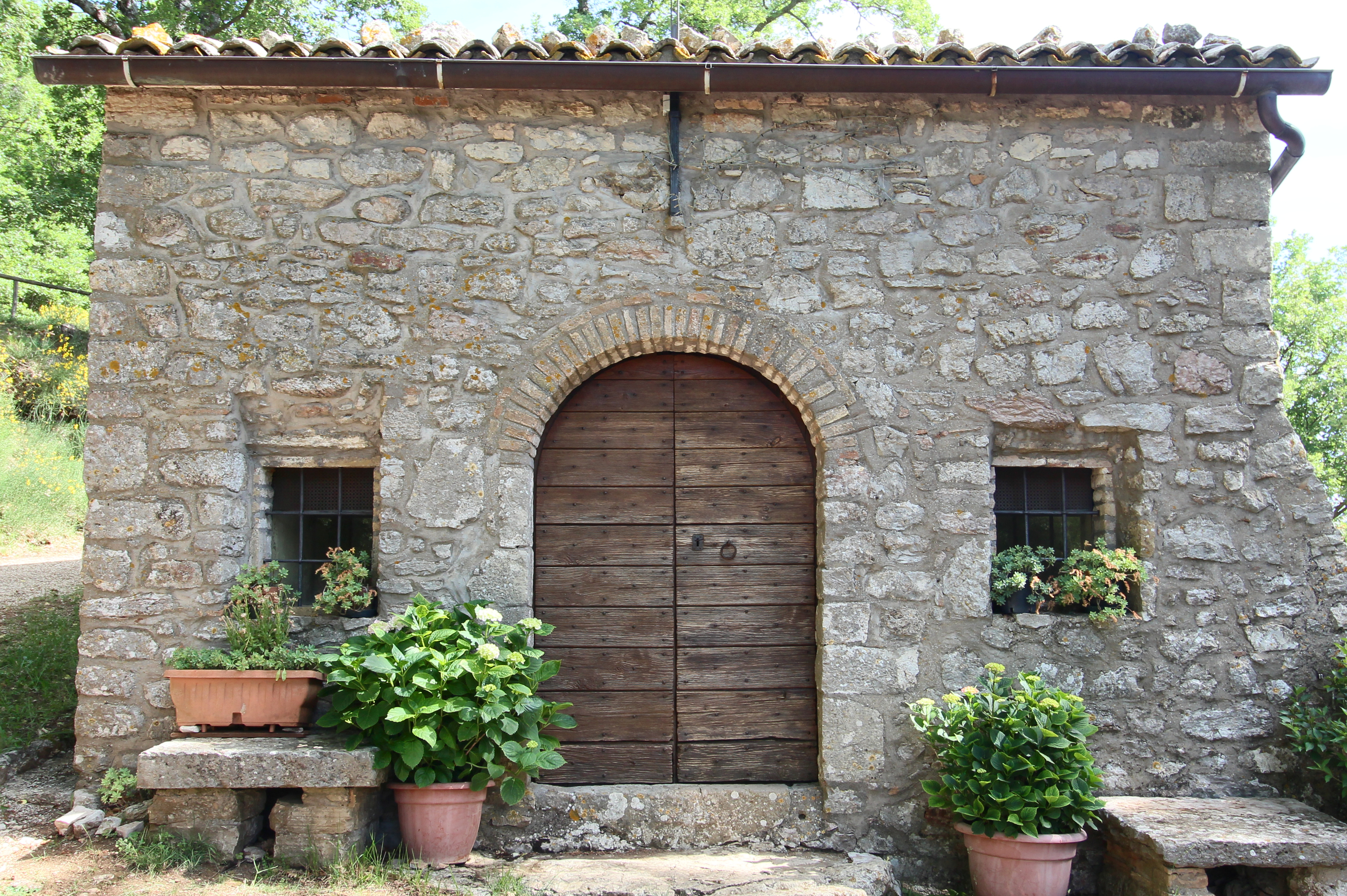
San Vitale de Murellis
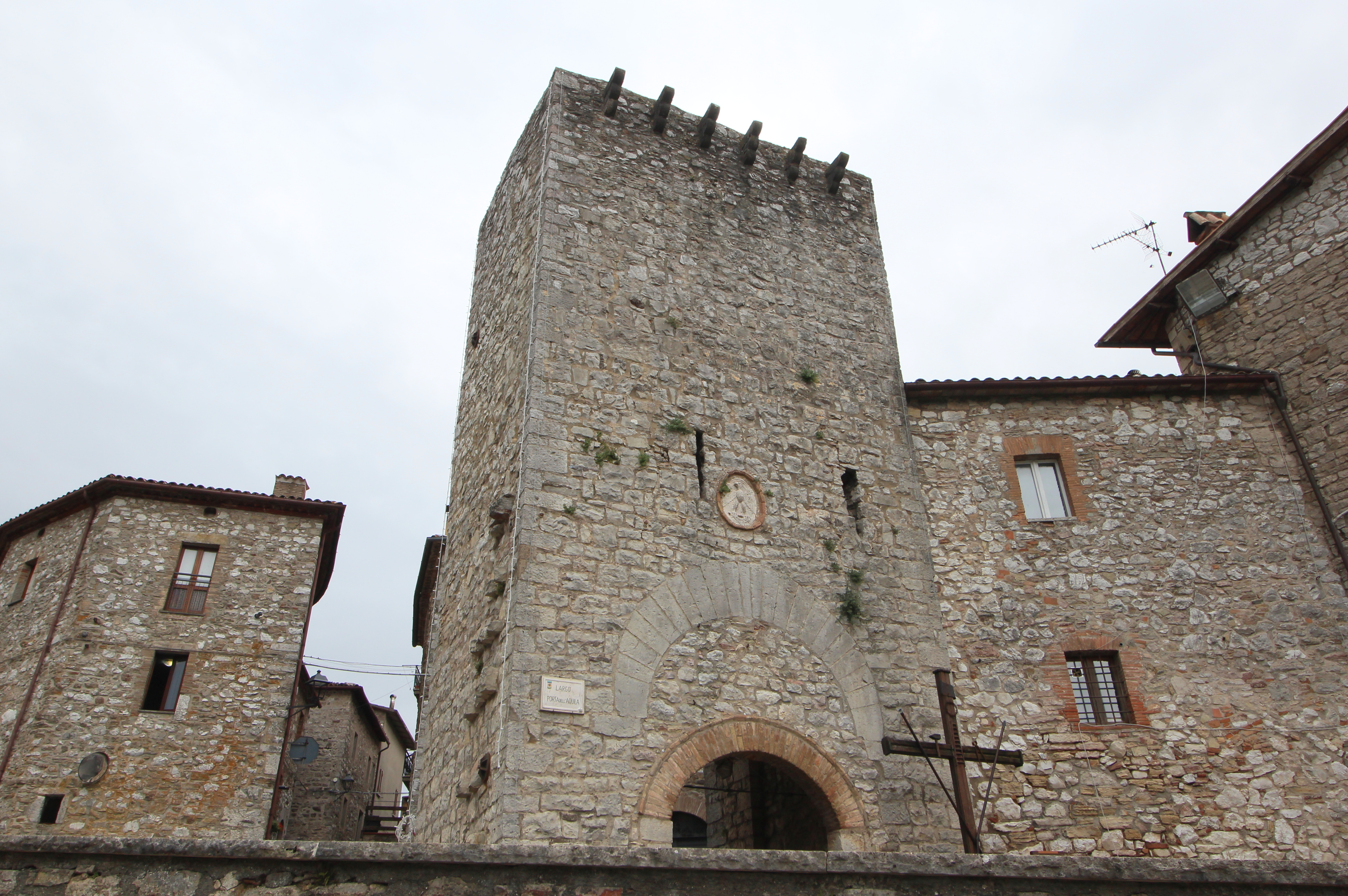
Porta dell'Aquila

### Associazioni sportive
- F.C. Melezzole (calcio a 7)